# Onthophagus taichii
Onthophagus taichii là một loài bọ cánh cứng trong họ Bọ hung (Scarabaeidae).